# Петро Виджга
Петро Виджга гербу Янина — шляхтич Краківської землі, каштелян Сондецький, потім хрестоносець. Був також власником замків у Чорштині (1246 р.) та Ритрі, помер у Пруссії.
Згідно з деякими джерелами, Пьотр Виджга побудував замок Леміш, згадуваний у Житії св. Кінга; місце розташування цієї фортеці невідоме.